# 高千穂峰
高千穂峰（たかちほのみね）は、宮崎県と鹿児島県の県境に位置する火山。標高は1,574 mで、霧島連峰の第二峰。日本二百名山の一つ。

## 概要
典型的な成層火山であり、西部に活火山である御鉢（おはち）、東部に二子石の寄生火山を従えた美しい山容を示し、山体は霧島錦江湾国立公園に指定されている。

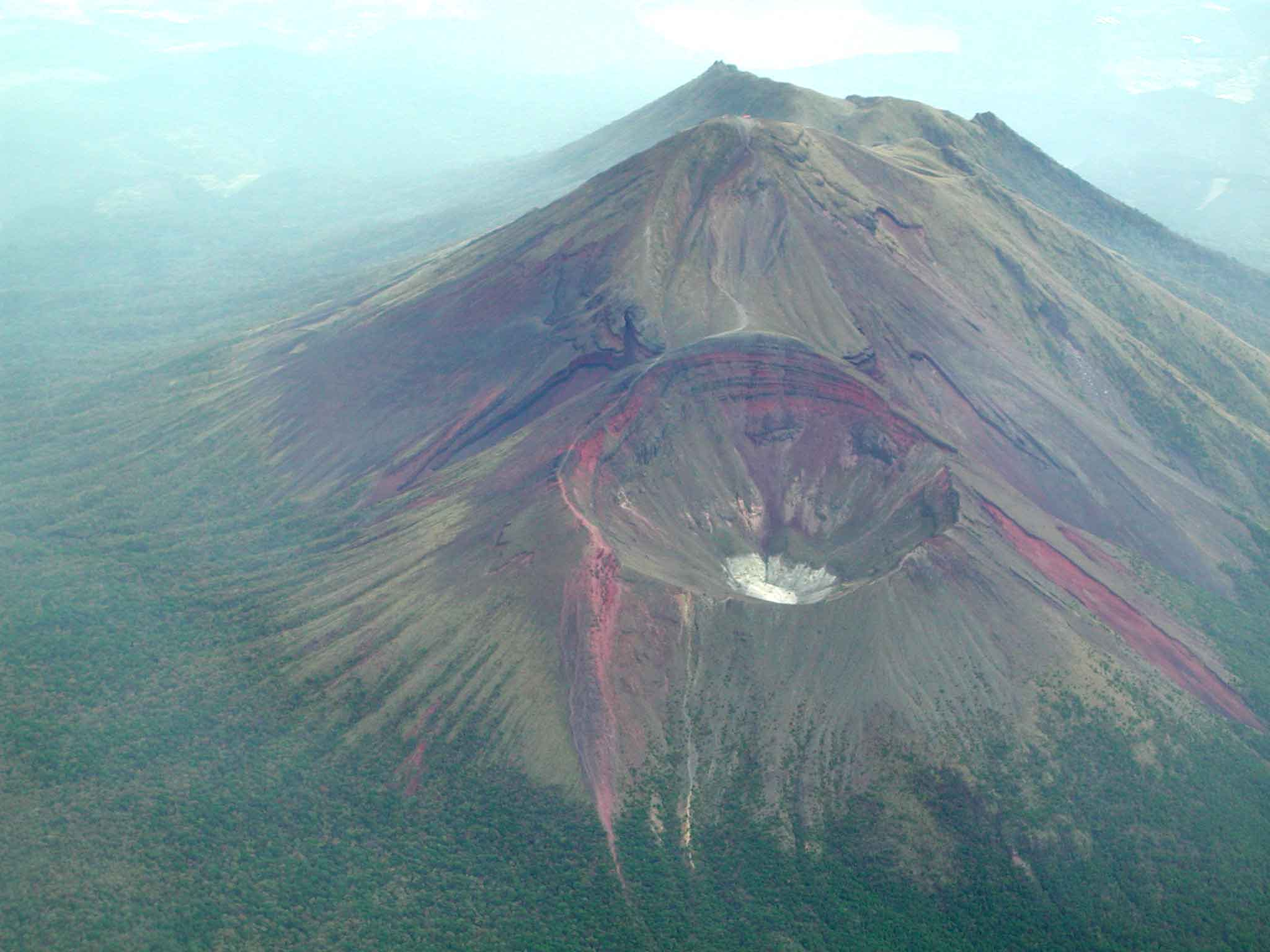
西方上空から、手前が御鉢火山の火口

行政境界が入り組んでおり、宮崎県小林市、西諸県郡高原町、都城市の境界部に、鹿児島県霧島市（旧姶良郡霧島町）が御鉢西斜面、火口内縁部分として割って入り込む形となっており、北斜面は小林市、南斜面は都城市に属する。なお、御鉢西斜面内凹縁線とそれに繋がる御鉢火口内縁線そのものが、宮崎・鹿児島両県の県境となっている。山頂部は宮崎県西諸県郡高原町に属する。
霧島連峰の第一峰である韓国岳が山塊中の一峰であるのに比べ、高千穂峰は都城盆地他平野部から直接望まれ、都城盆地にしばしば発生する雲海に対し山頂部が島に見えることから霧島の名の由来ともなったとされる。天孫降臨神話の地とされており、山頂にある青銅製の天逆鉾が、霧島東神社（きりしまひがしじんじゃ）の御神体（社宝）として崇められている。

## 自然
更新世の安山岩で構成された比較的新しい火山である。山頂は溶岩ドームをなし、火口が塞がっている。一方、御鉢は直径東西約550 m、深さ約200 mの火口があり、1913年にも噴火を起こした。二子石は浸食が進み、火口の地形がほとんど残っていない。
東麓にある火山湖の御池（みいけ）周辺はヤイロチョウ、ブッポウソウなどの野鳥が飛来する。

### 植生
火山活動が繰り返されているため土壌が貧弱であり、特に有史以降も活発に活動している御鉢に近い西側は荒れ地または草原となっている。北側及び東側は標高400-700 mにかけてイスノキとウラジロガシ、700-1,000 mにかけてコガクウツギとミズナラ、1,000-1,500 mにかけてキリシマヒゴタイとニシキウツギの林となっている。標高1,000 m以上の荒れ地にはミヤマキリシマやマイヅルソウが見られる。
南側山腹は標高900 m付近までスギ、ヒノキ、アカマツの人工林が多く、北側山腹も標高800 m付近まで植林が進んでいる。東側山腹から御池にかけて広がるイチイガシの林は植林されたものと考えられている。

## 神話と信仰

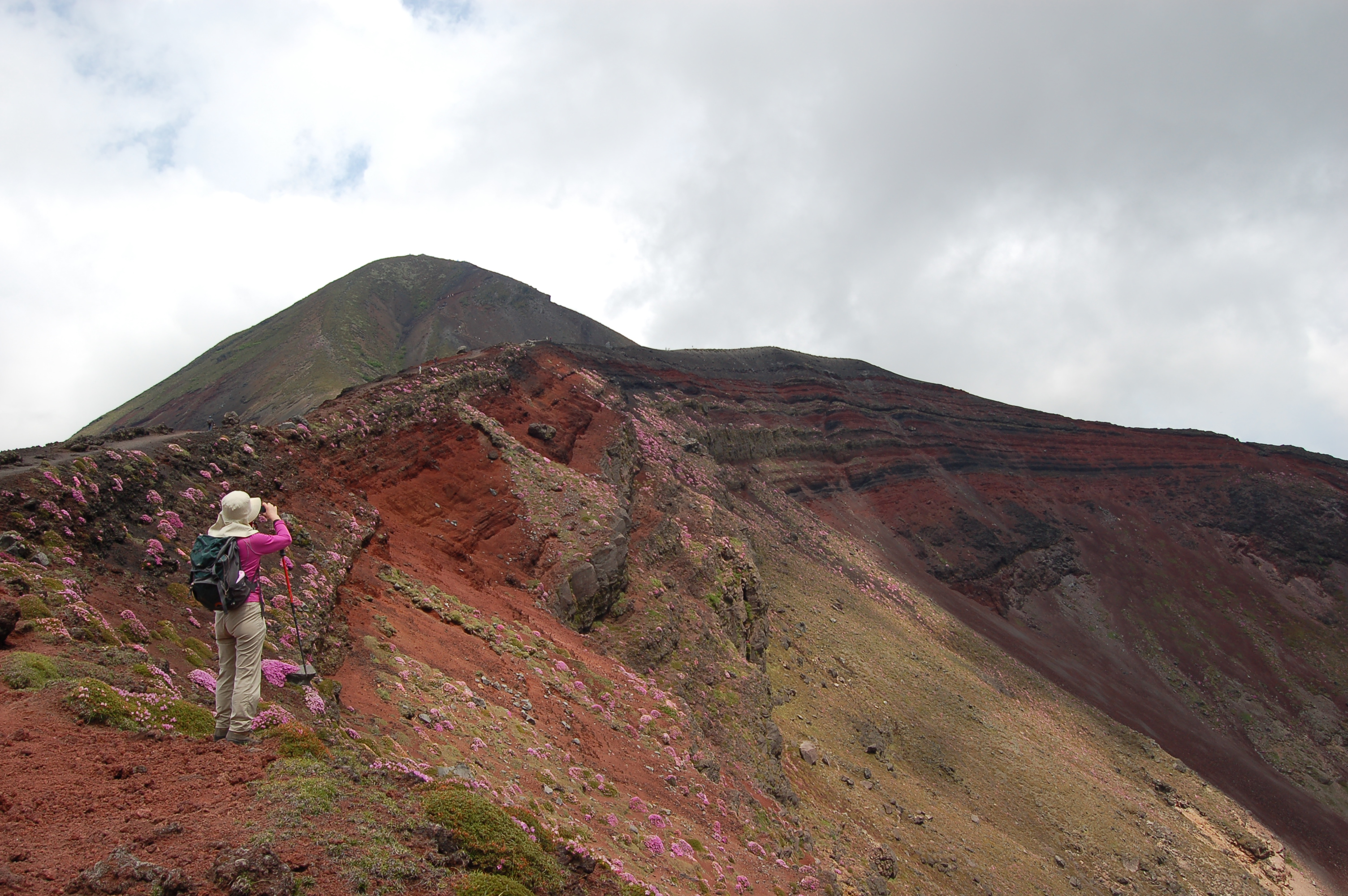
御鉢火山の火口縁と
高千穂峰（左上）

天照大神の孫であるニニギノミコト（瓊瓊杵尊）が、葦原中国の統治のために降臨（天孫降臨）した山であるとされる。日本書紀に「日向の襲の高千穂の峯に天降ります」とあるが、「襲国（曽国）」とは古代の南九州に居住した熊襲 (球磨贈於) 、隼人と呼ばれた人々の本拠地とされる。

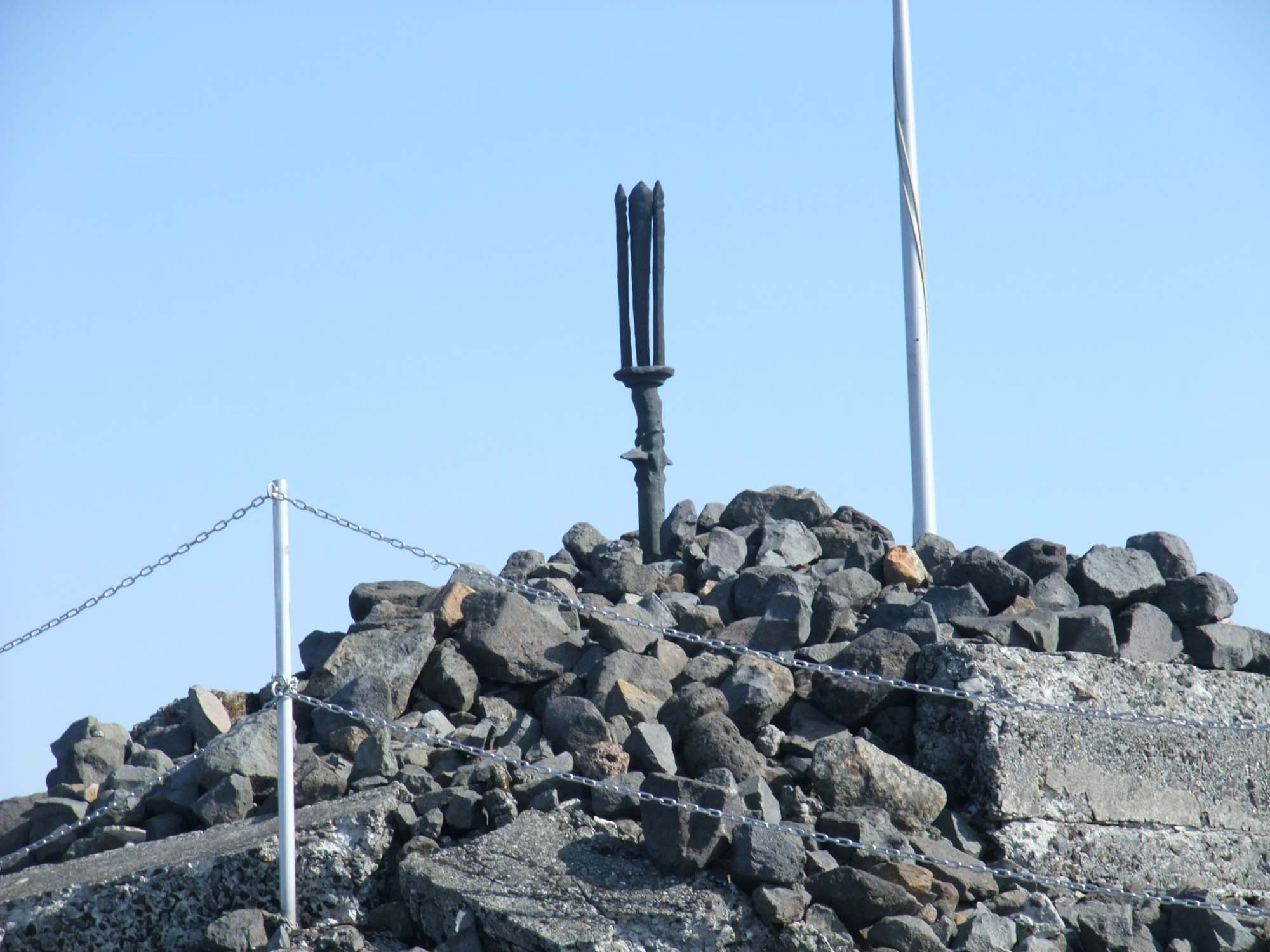
現存する山頂の天逆鉾

山頂には、ニニギノミコトが降臨したときに峰に突き立てたとされる、青銅製の天逆鉾が立っており、山岳信仰（霧島六所権現）の舞台となった。かつて、霧島神宮は欽明天皇（540-571）の時代に、高千穂峰と火常峰（御鉢）の間の背門丘（せとお）に社殿が建立されたのが始まりとされる。しかし、噴火によってたびたび焼失したため、天暦年間には性空により麓の瀬多尾越（現在の高千穂河原・古宮址）に遷される。
坂本龍馬が妻お龍とこの地を訪れ、天逆鉾を抜いたことが姉乙女宛の書簡に残されており、これが「日本初の新婚旅行」とも言われる。
『紀元節の歌』（作詞 高崎正風）にも「雲に聳ゆる 高千穂の」と愛唱された。

## 登山
新燃岳噴火の影響でしばらく登山禁止となっていたが、2012年7月15日より解禁された。
標高は韓国岳より低いが急な斜面と石が大量に転がっているため、霧島連山中登山するのに最も苦労する。また、馬の背付近では御鉢火口縁がそのまま登山道になっており、特に風の強い日などは火口へ滑落する危険が大きい。これらの理由から、登山にはトレッキングポールを持参するのが望ましい。御鉢、新燃岳など霧島山系の火山活動の状況によっては入山が規制される場合があるので、気象庁の噴火警報・予報、鹿児島県霧島市の防災情報等を事前に確認しておく必要がある。
山頂に「高千穂峰山頂避難小屋」がある。もとは1924年（大正13年）に石橋国次が初代峰守（案内人）として山頂下に開設した山小屋である（総務省の資料では1925年設置としている）。1934年（昭和9年）に山頂に移設され、1957年（昭和32年）にコンクリート造りになった。2000年（平成12年）に日帰り登山が主流となったことから山小屋から避難小屋となった。2015年（平成27年）に総務省九州管区行政評価局がまとめた調査では、現地調査の結果、常時開放されているため老朽化が進行しているが、雷や風雨はしのげる状況と思われるとしている。峰守は親子3代で引き継がれていたが、2024年（令和6年）12月に高原町に無償譲渡された。

## 参考画像

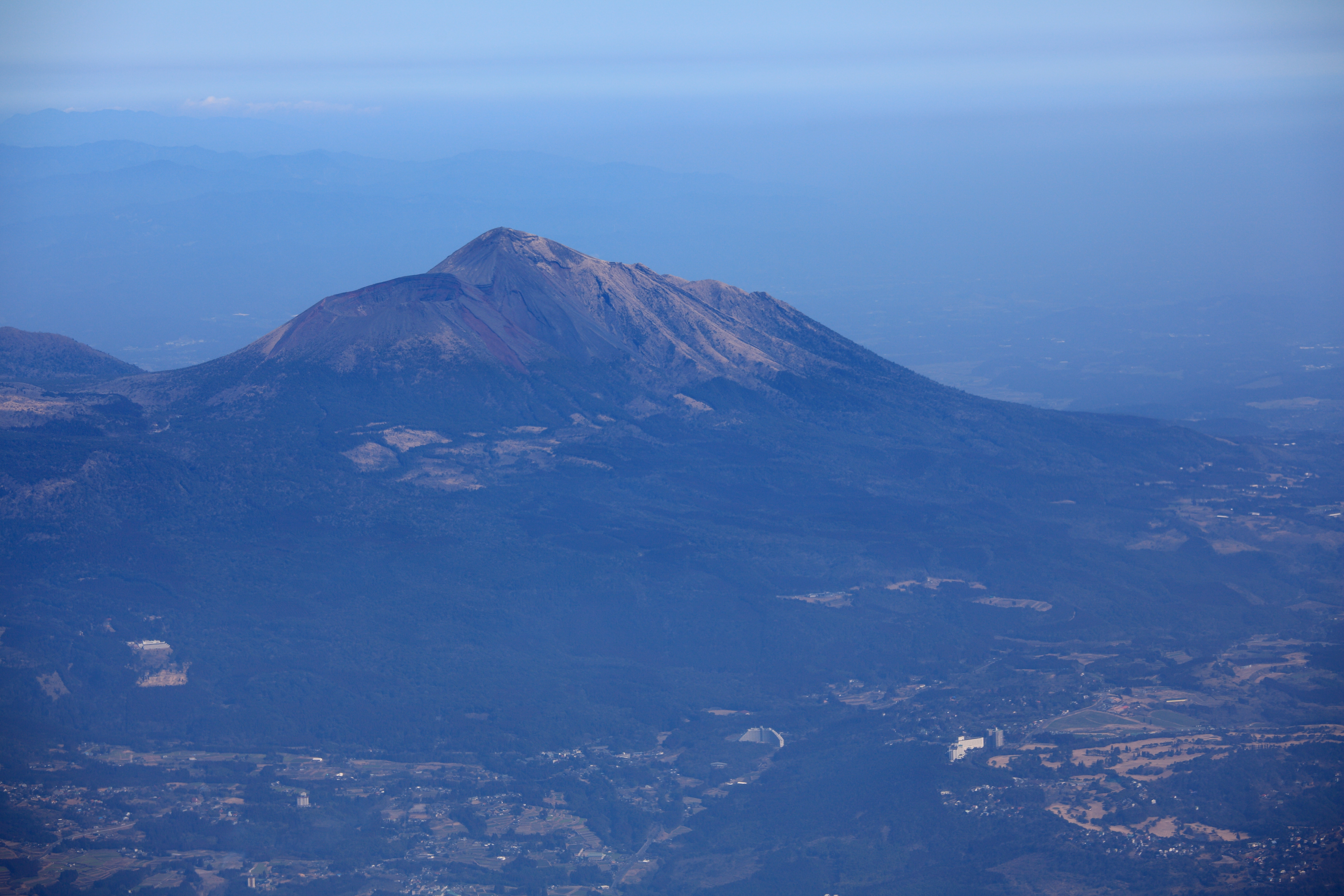
南西上空から
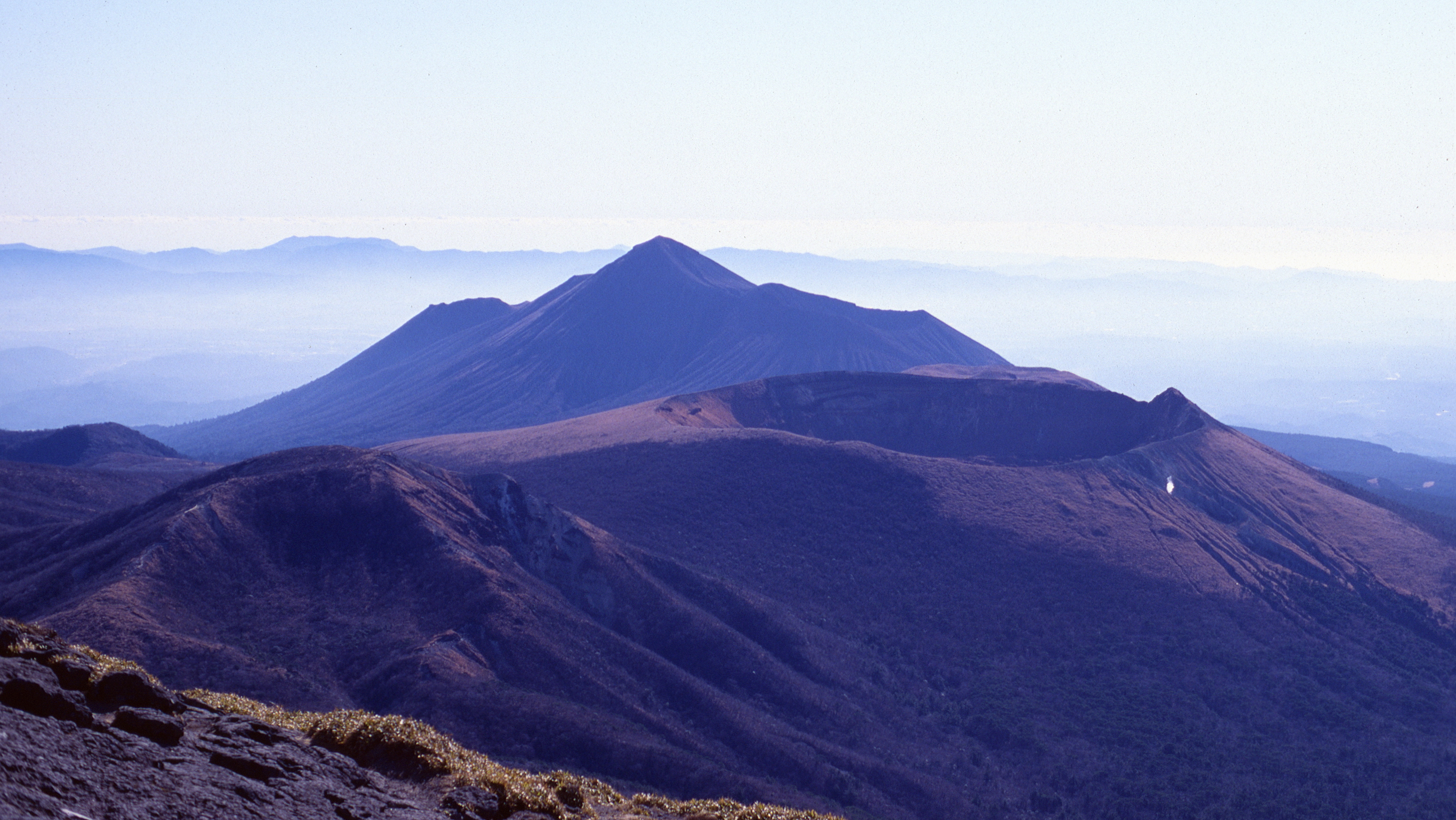
韓国岳から新燃岳と望む、1998年
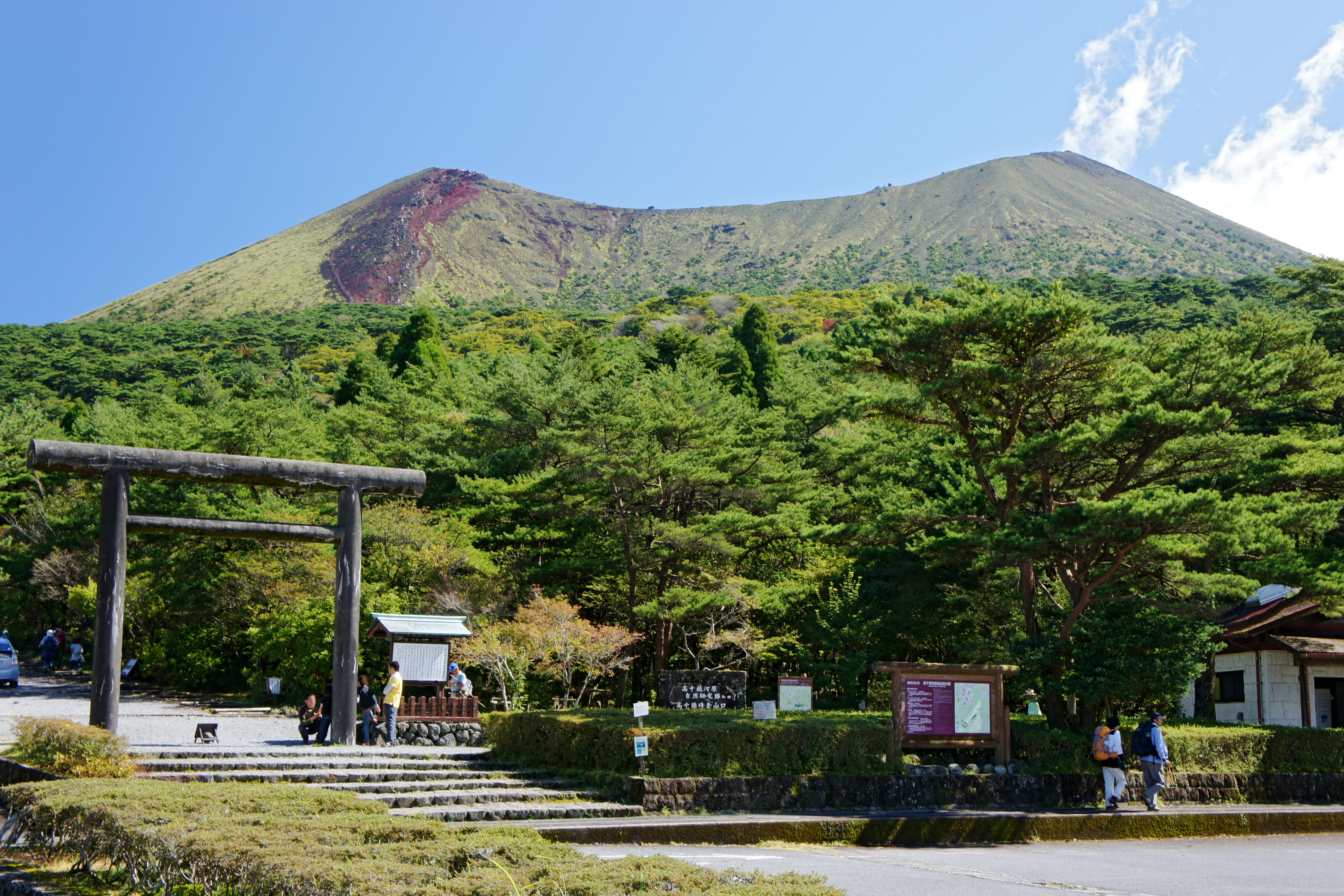
西から、高千穂河原古宮址口
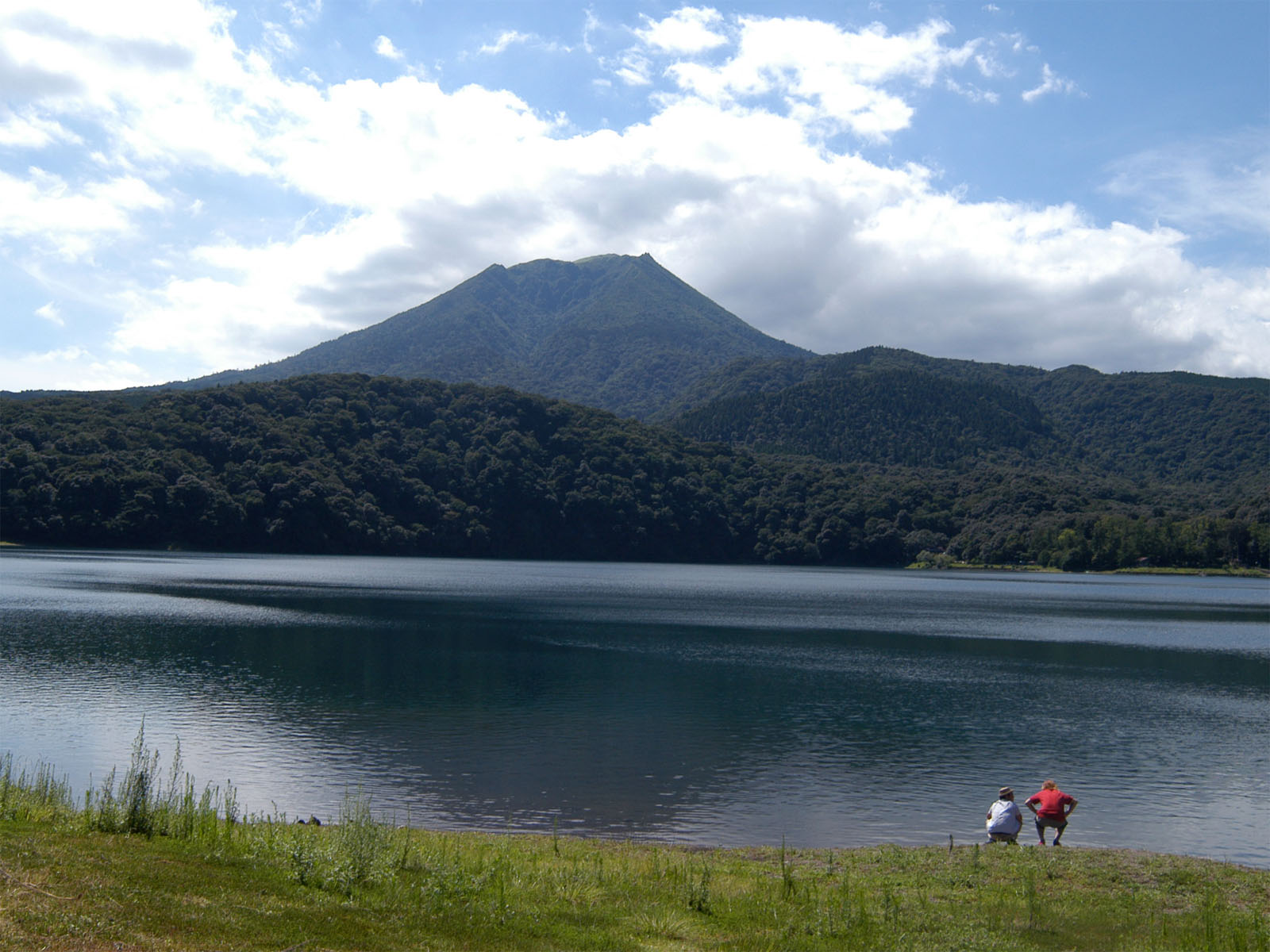
東から御池と
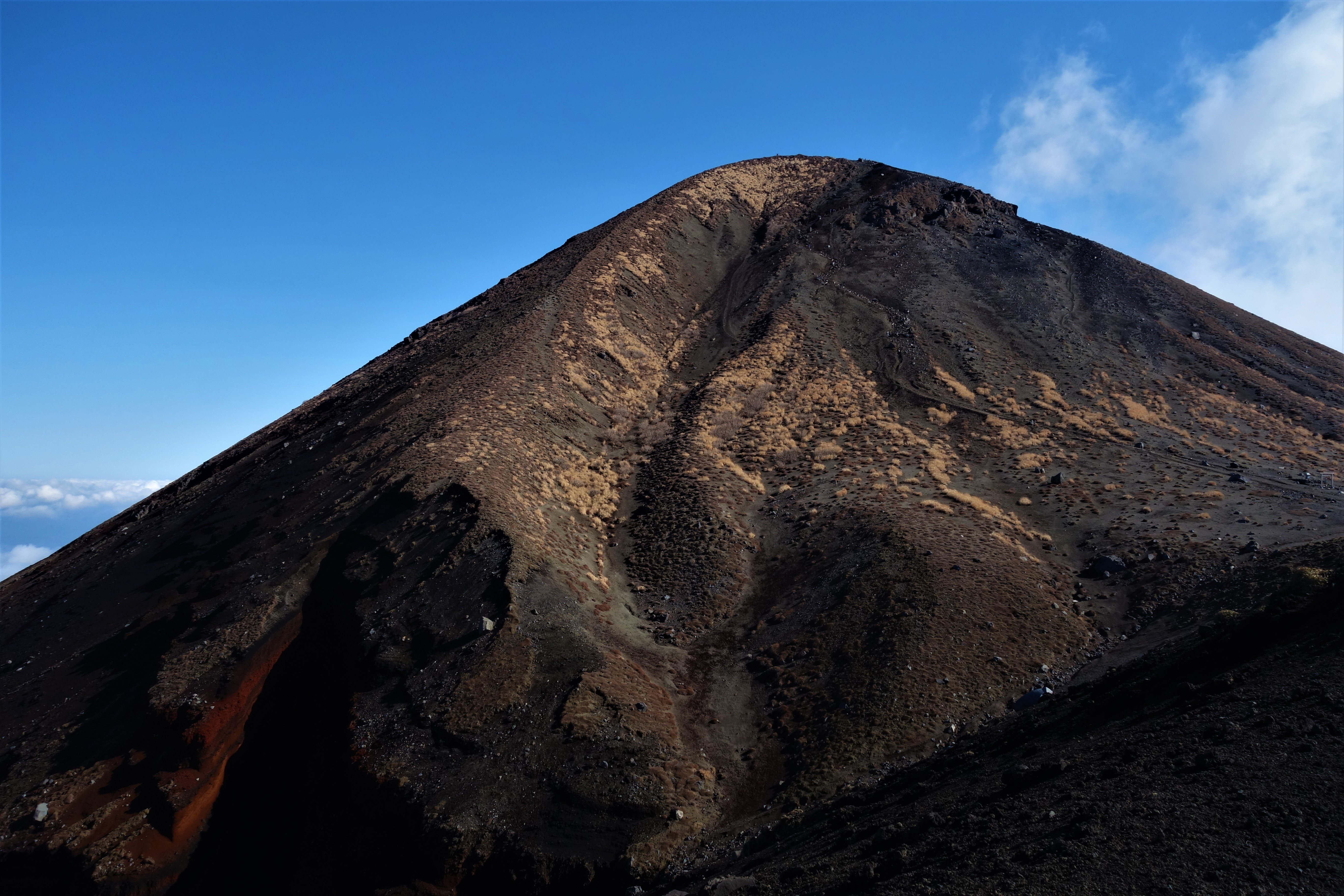
御鉢から見た高千穂峰